# Frank E. Tolbert
Frank Emmanuel Tolbert (3 de fevereiro de 1910 - 22 de abril de 1980) foi um político liberiano e irmão do presidente William R. Tolbert, Jr.; filho mais velho de William R. Tolbert Sr., presidente nacional do governante Partido True Whig. Cresceu em Bensonville, frequentou a Igreja Batista Zion Praise, formou-se no Liberia College e envolveu-se na política relativamente cedo. À medida que sua família se tornou cada vez mais intimamente ligada aos familiares do juiz da Suprema Corte William Tubman, Frank começou a se tornar proeminente: quando Tubman concorreu à presidência em 1943, houve rumores de que ele seria a primeira escolha de Tubman para vice-presidente, embora seu irmão mais novo, William, tenha sido escolhido, talvez por causa do humor imprevisível e do temperamento violento de Frank. 
Apesar de ter sido preterido como vice-presidente, Frank continuou ativo no Partido True Whig e na política nacional. Em 1976, era membro do Senado e foi eleito presidente pro tempore. Foi abruptamente destituído do cargo em 1980 por um golpe militar: em 12 de abril, um grupo de praças que se autodenominavam "Conselho de Redenção Popular" assassinou o presidente Tolbert, prendeu Frank Tolbert e muitos outros altos funcionários e proclamaram-se o novo governo do país. Depois de um rápido julgamento numa "corte canguru", Tolbert e os outros foram sumariamente executados por um pelotão de fuzilamento numa praia de Monróvia, dez dias depois do golpe.